# Akasztó
Akasztó (vyslovováno [akastó]) je obec v Maďarsku v župě Bács-Kiskun, spadající pod okres Kiskőrös. Nachází se asi 6 km severozápadně od Kiskőrösu. V roce 2015 zde žilo 3 333 obyvatel, z nichž jsou 89,8 % Maďaři, 0,8 % Romové, 0,4 % Němci a 0,2 % Slováci.
Sousedními vesnicemi jsou Csengőd, Dunatetétlen a město Kiskőrös.

## Název obce
Podle místní tradice pochází název z maďarského slova akasztani, což znamená viset, uvíznout. Oblast byla známá svými blátivými cestami, v nichž kola vozů často uvízla. Podle jiného výkladu byla obec pojmenována kvůli často uplatňovanému právu pověsit lidi.

## Historie

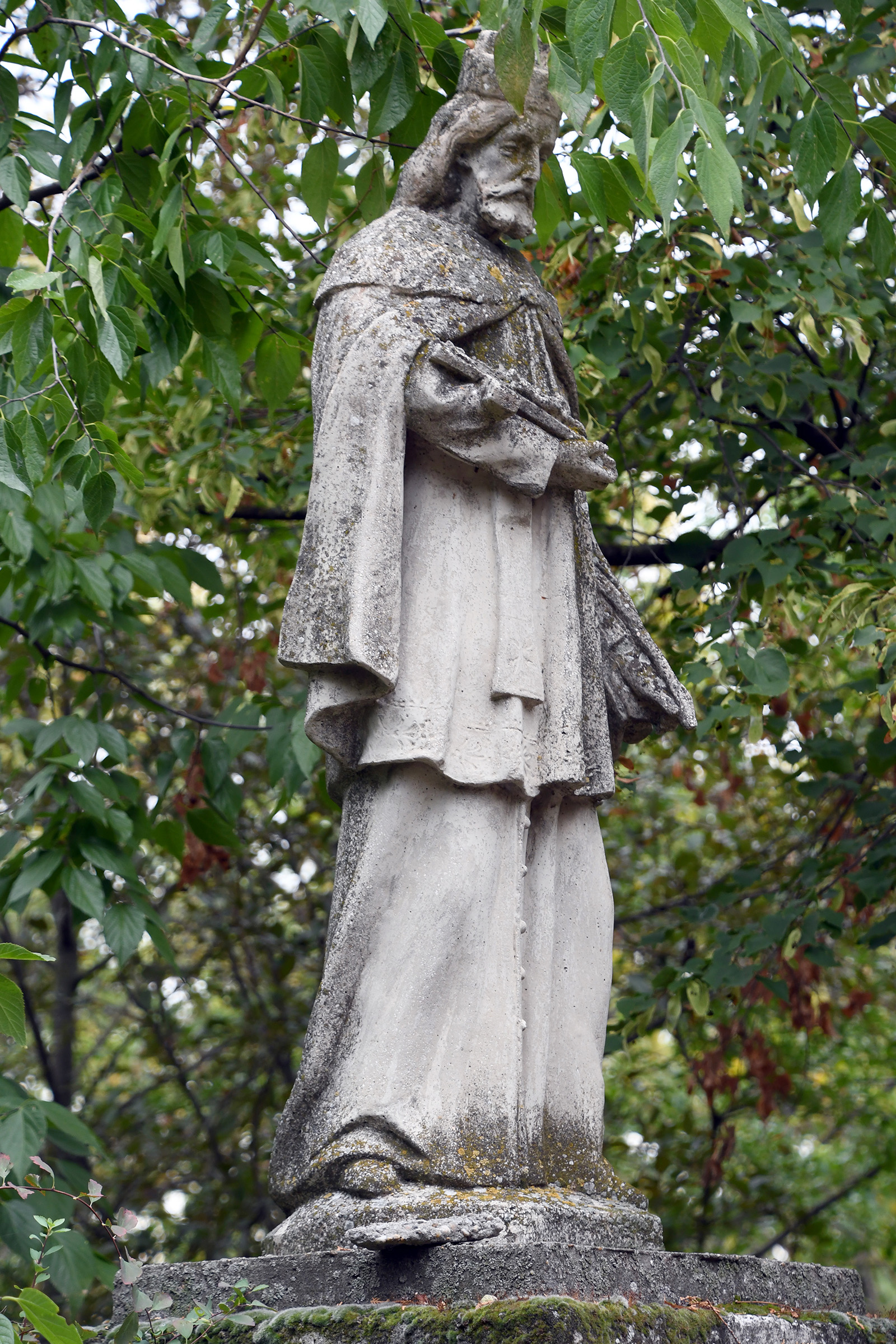
Socha sv. Jana Nepomuckého z roku 1844

Akasztó bylo poprvé písemně zmíněno v roce 1278 jako Akazthow. Bylo sídlem královských výběrčích daní. Během válek s osmanskými Turky byla vyvražděna většina populace. Na počátku 18. století se v regionu usadili slovenští zemědělci. V roce 1737 byla obec v majetku rodu Bosnyáků a od roku 1770 Batthyányů. V 19. století pocházeli zdejší statkáři z rodin Blaskovicsů, Benczů a z původem korutanské rodiny barona Kaase von Reventlow. Před druhou světovou válkou zdejší vinice a mlýny vlastnil průmyslník, hrabě Mihály Mátyás Cseszneky de Milvány (1910–1975), jeho majetek komunisté znárodnili.

## Současnost
Vinařský průmysl patří k hlavním oborům zdejší zemědělské produkce.